# Forschungsdatenbank Proveana
Proveana ist die Forschungsdatenbank des Deutschen Zentrums Kulturgutverluste. Sie dokumentiert und bereitet insbesondere die Ergebnisse der vom Zentrum geförderten Forschungsprojekte sowie die Informationen zum „Kunstfund Gurlitt“ für Opfer von Kulturgutentziehungen, Wissenschaftlerinnen und Wissenschaftler, Betroffene und Interessierte auf.
Die in Proveana enthaltenen Informationen werden auf Basis der Forschungsberichte in die Datenbank eingetragen, gegebenenfalls durch weiterführende Hinweise ergänzt und strukturell angepasst. Die Datenbank wird kontinuierlich mit Informationen angereichert und wächst dadurch ständig. Für die Veröffentlichung der Informationen gelten wissenschaftliche Leitlinien.
Proveana umfasst vier Forschungskontexte: NS-Raubgut, Beutegut, Kulturgutentziehungen in Sowjetischer Besatzungszone und DDR sowie Kultur- und Sammlungsgut aus kolonialen Kontexten. Die Datenbank erlaubt die Suche nach Personen, Körperschaften, Ereignissen, Sammlungen, Provenienzmerkmalen, Objekten und weiterführenden Quellen. Sie stellt darüber hinaus Verbindungen zu anderen Datenbanken her, wie z. B. der Lost Art-Datenbank.